# Miralem Sulejmani
Miralem Sulejmani (Servisch: Миралем Сулејмани) (Belgrado, 5 december 1988) is een Servisch profvoetballer van Gorani afkomst die als middenvelder en aanvaller speelt. In februari 2008 debuteerde hij in het Servisch voetbalelftal.

## Clubcarrière

### Jeugd en Partizan
Sulejmani begon met voetballen bij FK BSK Batajnica. In 2000 kwam hij in de jeugdopleiding van FK Partizan en hij debuteerde in het seizoen 2005/06 in het eerste elftal. Hierna werd hij verhuurd aan satellietclub FK Teleoptik dat destijds op het derde niveau in de regionale competitie rond Belgrado speelde en als tweede elftal van Partizan dient. Zijn vader was ook voetballer en speelde bij OFK Belgrado en GSP Polet.

### sc Heerenveen
Na een eerdere stage periode bij AZ, kwam Sulejmani bij Heerenveen terecht. AZ vond Sulejmani talentvol, maar vond dat er te veel schimmige zaakwaarnemers waren die Sulejmani begeleiden. Heerenveen nam Sulejmani over van Partizan Belgrado voor een opleidingsvergoeding van enkele tonnen.
Partizan Belgrado lag bij deze transfer dwars en zorgde ervoor dat de FIFA Sulejmani schorste. Hierdoor kwam hij in zijn eerste periode bij Heerenveen niet aan voetballen toe. In het tweede seizoen werd de schorsing opgeheven en speelde hij zich in de kijker van verschillende grotere clubs. Samen met Gerald Sibon vormde hij het Heerenveense spitsenduo, dat gezamenlijk 28 competitiedoelpunten maakte.
Sulejmani werd door de Johan Cruyff Foundation uitverkozen tot Talent van het Jaar. De winnaar van deze voetbalprijs heeft de mogelijkheid om een locatie aan te wijzen voor een volgend trapveldje van de Johan Cruyff Foundation. Het Johan Cruijff Court van Sulejmani zou in zijn thuisland komen te liggen, maar is uiteindelijk in Amsterdam gebouwd.

### Ajax

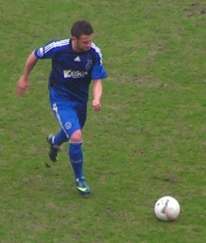
Sulejmani met een vrije trap namens Ajax

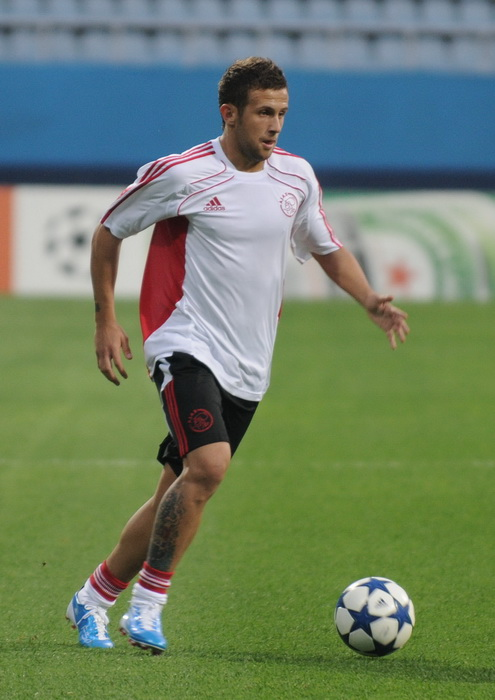
Sulejmani in dienst van Ajax

De prestaties van Sulejmani bleven niet onopgemerkt. Op 9 juli 2008 werd er na herhaaldelijke onderhandelingen een overeenkomst over de overgang van Sulejmani van Heerenveen naar Ajax bereikt. Ajax betaalde 16,25 miljoen euro voor de speler. Daarbij werd later aan de zaakwaarnemer van Miralem Sulejmani, de FIFA-agent Jovica Radonjic, een vergoeding betaald van 1,65 miljoen euro, waardoor Sulejmani de Amsterdammers in werkelijkheid niet 16,25 miljoen, maar 17,9 miljoen gekost heeft. Hiermee werd de transfer van Sulejmani de duurste binnenlandse transfer aller tijden op dat moment. Dit record nam hij over van een andere oud-Heerenveenspits, Klaas-Jan Huntelaar. Sulejmani debuteerde op 3 augustus 2008 voor Ajax in een oefenwedstrijd tegen Sunderland AFC.
Sulejmani werd door de dan net aangestelde coach Marco van Basten gezien als basisspeler op de linksbuitenpositie, in een aanvalslinie met onder andere Huntelaar en Luis Suárez. Sulejmani speelde meestal aan de buitenkant, maar werd ook geprobeerd op de '10'-positie.
Na Van Basten werd Martin Jol trainer van Ajax, die hem in het begin van het seizoen 2009/2010 kansen gaf aan de linkerkant van het veld. Jol was niet tevreden over de speler en uitte zorgen over zijn fitheid. Dit leidde in februari 2010 ertoe dat hij (samen met Ismaïl Aissati) uit de selectie werd gezet en na afloop van de reguliere training trappen moest lopen op de tribune. Sulejmani raakte steeds meer op een zijspoor en kreeg steeds minder minuten in het eerste van Ajax. In juli 2010 zei Jol over hem: "Hij is duidelijk geen linksbuiten, de positie waarvoor Ajax hem ooit haalde. Mickey is een tweede spits, dat zie je aan alles."
Op 6 augustus 2010 werd officieel bekend dat Ajax Sulejmani gedurende het seizoen 2010/2011 zou verhuren aan West Ham United FC. Zowel de clubs als de speler waren akkoord, maar Sulejmani kreeg geen werkvergunning omdat hij te weinig interlands voor Servië speelde. Daardoor ketste de deal alsnog af.
Toen Frank de Boer trainer werd van Ajax op 6 december 2010, werd Sulejmani toegedicht meer kansen te zullen krijgen en gezien te worden als vaste kandidaat voor het basiselftal. Onder De Boer staat Sulejmani vaak rechter- of linkervleugelaanvaller. In het seizoen 2010/2011 begint hij steeds beter te spelen. Hij werd al enkele keren verkozen tot 'Man van de wedstrijd'. Sulejmani begon weer wat meer te scoren. Tijdens de return van de wedstrijd Ajax tegen Anderlecht scoorde Sulejmani twee keer.
In het seizoen 2011/2012 maakte Sulejmani beslissende goals en begin december scoorde hij zijn 11e goal in de competitie en werd hij de clubtopscorer in de Eredivisie. Op 4 maart 2012 speelde Sulejmani zijn 150ste officiële wedstrijd in dienst van Ajax. Deze wedstrijd speelde hij thuis in de Amsterdam Arena, maar viel al na een ruim half uur uit met een knieblessure. Na een kijkoperatie bleek dat de buitenmeniscus was beschadigd. De verwachting was dat de hersteltijd hiervoor 4 maanden zou zijn.
In het seizoen 2012/13 werd Sulejmani door Frank de Boer "verbannen" naar Jong Ajax. In een gesprek met Voetbal International liet Sulejmani zich onder meer negatief uit over Ajax en over coach Frank de Boer. Ook vertelde hij dat hij al een nieuwe club heeft gevonden. Op 22 mei 2013 kwam het gerucht naar buiten dat Sulejmani rond zou zijn met het Portugese Benfica over een vijfjarig contract.

### SL Benfica
Op 11 juni 2013 werd officieel bekendgemaakt dat Sulejmani voor vijf jaar heeft getekend bij Benfica. Op 17 augustus 2013 maakte Sulejmani zijn officiële debuut voor Benfica in een competitiewedstrijd uit bij Marítimo Funchal, die met 2-1 werd verloren, hij verving in de 85e minuut Maximiliano Pereira. In zijn tweede wedstrijd, thuis tegen Gil Vicente FC, verzorgde Sulejmani in de 92e minuut een assist op spits Lima waardoor de wedstrijd werd gewonnen met 2-1.
Op 2 oktober 2013 maakte Sulejmani zijn debuut voor Benfica in Europa in de UEFA Champions League uitwedstrijd bij Paris Saint-Germain die met 3-0 werd verloren verving Sulejmani in de 66e minuut Gaitán. Sulejmani scoorde op 15 december 2013 zijn eerste officiële doelpunt voor Benfica in de competitiewedstrijd uit tegen SC Olhanense die met 3-2 scoorde Sulejmani in de 47e minuut de 3-2 en werd dus matchwinner. In zijn eerste seizoen werd Sulejmani met Benfica landskampioen van Portugal, zijn rol hierin was echter zeer bescheiden met 11 wedstrijden en 1 doelpunt. In de Europa League kon Sulejmani op meer speeltijd rekenen. Met Benfica haalde hij de finale op 14 mei 2014 in Turijn. Hierin werd na strafschoppen verloren van Sevilla FC. Sulejmani begon in de basis, maar werd na 25 minuten gewisseld met een blessure.
De schouderblessure die Sulejmani opliep in de Europa League finale tegen Sevilla hield hem ruim 5 maanden aan de kant. Op 31 oktober 2014 behoorde Sulejmani weer tot de wedstrijdselectie van Benfica tijdens de competitie thuiswedstrijd tegen Rio Ave FC die met 1-0 werd gewonnen. Sulejmani kwam deze wedstrijd echter niet in actie.

### Young Boys
Sulejmani tekende in juni 2015 een contract tot medio 2018 bij Young Boys, dat circa €3.000.000,- voor hem betaalde aan Benfica. Hij maakte zijn officiële debuut voor Young Boys in de competitiewedstrijd tegen FC Zürich (1–1) op 18 juli 2015. Sulejmani werd na ruim een uur spelen vervangen door Rapha Nuzzolo. Zijn eerste doelpunt volgde een maand later op 23 augustus 2015 in de uitwedstrijd tegen FC Sion. Sulejmani zette in de 77e minuut de 3-1 eindstand op het scorebord. Medio 2022 liep zijn contract af.

### Železničar Inđija
Nadat hij anderhalf jaar geen club had, maakte hij in januari 2024 zijn rentree bij FK Železničar Inđija dat op het derde niveau uitkomt in de Srpska Liga Vojvodina.

## Nationaal elftal
Op 6 februari 2008 debuteerde Sulejmani voor het Servisch voetbalelftal in de met 1-1 gelijkgespeelde vriendschappelijke wedstrijd tegen Macedonië. Hij moest in dat duel op last van bondscoach Miroslav Đukić na de eerste helft plaatsmaken voor Boško Janković. Andere debutanten in die wedstrijden namens Servië waren Radiša Ilić, Damir Kahriman en Pavle Ninkov.
| Interlands van Miralem Sulejmani voor Servië | Interlands van Miralem Sulejmani voor Servië | Interlands van Miralem Sulejmani voor Servië | Interlands van Miralem Sulejmani voor Servië | Interlands van Miralem Sulejmani voor Servië | Interlands van Miralem Sulejmani voor Servië |
| №                                            | Datum                                        | Wedstrijd                                    | Uitslag                                      | Competitie                                   | Goals                                        |
| Als speler van sc Heerenveen                 | Als speler van sc Heerenveen                 | Als speler van sc Heerenveen                 | Als speler van sc Heerenveen                 | Als speler van sc Heerenveen                 | Als speler van sc Heerenveen                 |
| -------------------------------------------- | -------------------------------------------- | -------------------------------------------- | -------------------------------------------- | -------------------------------------------- | -------------------------------------------- |
| 1                                            | 06-02-2008                                   | Macedonië – Servië                           | 1 – 1                                        | Vriendschappelijk                            | 0                                            |
| 2                                            | 26-03-2008                                   | Oekraïne – Servië                            | 2 – 0                                        | Vriendschappelijk                            | 0                                            |
| Als speler van AFC Ajax                      |                                              |                                              |                                              |                                              |                                              |
| 3                                            | 10-09-2008                                   | Frankrijk – Servië                           | 2 – 1                                        | WK-kwalificatie 2010                         | 0                                            |
| 4                                            | 10-02-2009                                   | Cyprus – Servië                              | 0 – 2                                        | Vriendschappelijk                            | 0                                            |
| 5                                            | 11-02-2009                                   | Servië – Oekraïne                            | 0 – 1                                        | Vriendschappelijk                            | 0                                            |
| 6                                            | 10-06-2009                                   | Faeröer – Servië                             | 0 – 2                                        | WK-kwalificatie 2010                         | 0                                            |
| 7                                            | 17-11-2010                                   | Bulgarije – Servië                           | 0 – 1                                        | Vriendschappelijk                            | 0                                            |
| 8                                            | 28-02-2012                                   | Armenië – Servië                             | 0 – 2                                        | Vriendschappelijk                            | 0                                            |
| 9                                            | 29-02-2012                                   | Cyprus – Servië                              | 0 – 0                                        | Vriendschappelijk                            | 0                                            |
| 10                                           | 11-09-2012                                   | Servië – Wales                               | 6 – 1                                        | WK-kwalificatie                              | Goal                                         |
| 11                                           | 16-10-2012                                   | Macedonië – Servië                           | 1 – 0                                        | WK-kwalificatie                              | 0                                            |
| 12                                           | 14-11-2012                                   | Chili – Servië                               | 1 – 3                                        | Vriendschappelijk                            | 0                                            |
| 13                                           | 06-02-2013                                   | Cyprus – Servië                              | 1 – 3                                        | Vriendschappelijk                            | 0                                            |
| Als speler van SL Benfica                    |                                              |                                              |                                              |                                              |                                              |
| 14                                           | 14-08-2013                                   | Colombia – Servië                            | 1 – 0                                        | Vriendschappelijk                            | 0                                            |
| 15                                           | 06-09-2013                                   | Servië – Kroatië                             | 1 – 1                                        | WK-kwalificatie 2014                         | 0                                            |
| 16                                           | 05-05-2014                                   | Ierland – Servië                             | 1 – 2                                        | Vriendschappelijk                            | 0                                            |
| Als speler van BSC Young Boys                |                                              |                                              |                                              |                                              |                                              |
| 17                                           | 08-10-2015                                   | Albanië – Servië                             | 0 – 2                                        | EK-kwalificatie 2016                         | 0                                            |
| 18                                           | 11-10-2015                                   | Servië – Portugal                            | 1 – 2                                        | EK-kwalificatie 2016                         | 0                                            |
| 19                                           | 23-03-2016                                   | Polen – Servië                               | 1 – 0                                        | Vriendschappelijk                            | 0                                            |
| 20                                           | 29-03-2016                                   | Estland – Servië                             | 0 – 1                                        | Vriendschappelijk                            | 0                                            |

Bijgewerkt op 27 oktober 2016

## Carrièrestatistieken

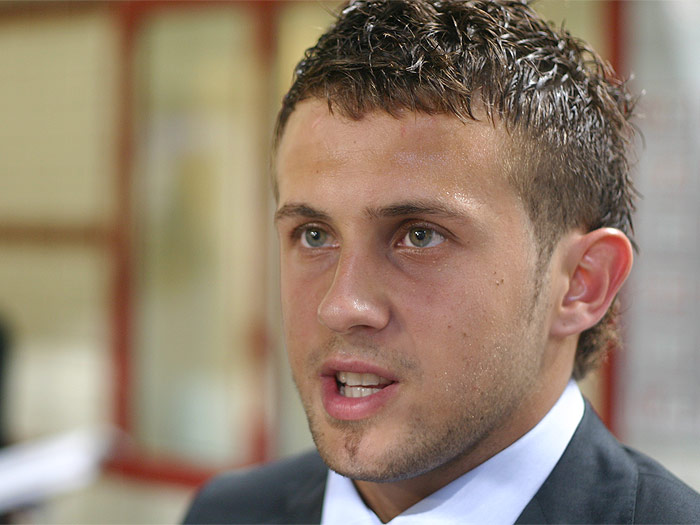
Sulejmani in 2008

| Seizoen         | Club              |                      | Competitie              | Competitie | Competitie | Beker | Beker | Internationaal | Internationaal | Overig | Overig | Totaal | Totaal |
| Seizoen         | Club              | Wed.                 | Competitie              | Dlp.       | Wed.       | Dlp.  | Wed.  | Dlp.           | Wed.           | Dlp.   | Wed.   | Dlp.   |        |
| --------------- | ----------------- | -------------------- | ----------------------- | ---------- | ---------- | ----- | ----- | -------------- | -------------- | ------ | ------ | ------ | ------ |
| 2005/06         | Partizan Belgrado | Vlag van Servië      | Meridian Superliga      | 1          | 0          | 0     | 0     | —              | —              | —      | —      | 1      | 0      |
| Club totaal     | Club totaal       | Club totaal          | Club totaal             | 1          | 0          | 0     | 0     | 0              | 0              | 0      | 0      | 1      | 0      |
| 2007/08         | sc Heerenveen     | Vlag van Nederland   | Eredivisie              | 34         | 15         | 2     | 1     | 2              | 0              | —      | —      | 38     | 16     |
| Club totaal     | Club totaal       | Club totaal          | Club totaal             | 34         | 15         | 2     | 1     | 2              | 0              | 0      | 0      | 38     | 16     |
| 2008/09         | Ajax              | Vlag van Nederland   | Eredivisie              | 27         | 8          | 0     | 0     | 7              | 2              | —      | —      | 34     | 10     |
| 2009/10         | Ajax              | Vlag van Nederland   | Eredivisie              | 17         | 2          | 4     | 0     | 10             | 1              | 0      | 0      | 31     | 3      |
| 2010/11         | Ajax              | Vlag van Nederland   | Eredivisie              | 32         | 8          | 6     | 3     | 14             | 2              | 1      | 0      | 53     | 13     |
| 2011/12         | Ajax              | Vlag van Nederland   | Eredivisie              | 22         | 11         | 1     | 0     | 8              | 1              | 1      | 0      | 32     | 12     |
| 2012/13         | Ajax              | Vlag van Nederland   | Eredivisie              | 5          | 0          | 2     | 0     | 1              | 0              | 0      | 0      | 8      | 0      |
| Club totaal     | Club totaal       | Club totaal          | Club totaal             | 103        | 29         | 15    | 3     | 38             | 6              | 2      | 0      | 158    | 38     |
| 2013/14         | SL Benfica        | Vlag van Portugal    | Primeira Liga           | 11         | 1          | 5     | 2     | 10             | 0              | —      | —      | 26     | 3      |
| 2014/15         | SL Benfica        | Vlag van Portugal    | Primeira Liga           | 4          | 0          | 4     | 0     | 0              | 0              | 0      | 0      | 8      | 0      |
| Club totaal     | Club totaal       | Club totaal          | Club totaal             | 15         | 1          | 9     | 2     | 10             | 0              | 0      | 0      | 34     | 3      |
| 2015/16         | Young Boys        | Vlag van Zwitserland | Raiffeisen Super League | 31         | 8          | 2     | 0     | 4              | 0              | —      | —      | 37     | 8      |
| 2016/17         | Young Boys        | Vlag van Zwitserland | Raiffeisen Super League | 27         | 8          | 1     | 0     | 7              | 1              | —      | —      | 35     | 9      |
| 2017/18         | Young Boys        | Vlag van Zwitserland | Raiffeisen Super League | 32         | 11         | 4     | 2     | 8              | 0              | —      | —      | 44     | 13     |
| 2018/19         | Young Boys        | Vlag van Zwitserland | Raiffeisen Super League | 17         | 7          | 3     | 2     | 7              | 0              | —      | —      | 27     | 9      |
| 2019/20         | Young Boys        | Vlag van Zwitserland | Raiffeisen Super League | 15         | 4          | 3     | 0     | 1              | 0              | —      | —      | 19     | 4      |
| 2020/21         | Young Boys        | Vlag van Zwitserland | Raiffeisen Super League | 28         | 0          | 1     | 0     | 8              | 1              | —      | —      | 37     | 1      |
| Club totaal     | Club totaal       | Club totaal          | Club totaal             | 150        | 38         | 14    | 4     | 35             | 2              | 0      | 0      | 199    | 44     |
| Carrière totaal | Carrière totaal   | Carrière totaal      | Carrière totaal         | 303        | 83         | 40    | 10    | 85             | 8              | 2      | 0      | 440    | 101    |

Bijgewerkt t/m 8 juli 2021

## Erelijst
Ajax
- Eredivisie: 2010/11, 2011/12, 2012/13
- KNVB beker: 2009/10

 Benfica
- Primeira Liga: 2013/14, 2014/15
- Taça de Portugal: 2013/14
- Taça da Liga: 2013/14, 2014/15

0Young Boys
- Super League: 2017/18, 2018/19, 2019/20
- Schweizer Cup: 2019/20

Individueel
- Nederlands Talent van het Jaar: 2008 (als speler van sc Heerenveen)